# Кравченко, Александр Диомидович
Алекса́ндр Диоми́дович Кра́вченко (3 сентября 1880 года, слобода Гончаровка, Острогожский уезд, Воронежская губерния, Российская империя — 21 ноября 1923, Ростов-на-Дону, СССР) — российский революционер, один из руководителей советского партизанского движения в Сибири в годы Гражданской войны, автор мемуаров.

## Биография
Родился в крестьянской семье. В 1905 году окончил Мариинское земледельческое училище (село Николаевский городок Саратовской губернии). Во время революции 1905—1907 годов за революционную пропаганду среди крестьян был приговорён к двухлетнему тюремному заключению, вскоре заменённому отправкой в солдаты. Благодаря грамотности был зачислен в школу прапорщиков, однако по окончании учёбы вместо производства в офицеры уволен из армии за открывшуюся принадлежность к боевой группе Украинской социал-демократической рабочей партии. Вскоре уехал в Сибирь.
В период столыпинской аграрной реформы с 1907 по 1914 год работал в Нижнеудинске, Красноярском уезде, Манском лесничестве, затем служил агрономом в селе Шушенском Минусинского округа. С началом Первой мировой войны осенью 1914 года был мобилизован в армию, но из-за революционных взглядов оставлен ротным командиром в резервном полку в Красноярске. Его караульная рота охраняла продовольственные пункты вдоль Транссибирской магистрали от Канска до Мариинска.
В ходе Февральской революции 1917 года выбран депутатом Ачинского совета от фракции военных. Назначен начальником Ачинского городского отдела народной милиции, одновременно с этим руководил работой продовольственного пункта на станции Ачинск, где принимал участие в деятельности полкового Совета солдатских депутатов 13-го Сибирского стрелкового полка, вернувшегося с фронта после заключения Брестского мира.
С началом Гражданской войны Кравченко был призван в Белую армию, но от службы уклонился. Вёл агитацию среди австро-венгерских военнопленных и итальянских берсальеров из состава экспедиционного корпуса стран Антанты.
Летом 1918 года организовал партизанский отряд для борьбы против белых на территории Енисейской губернии, комиссаром отряда стал ссыльный большевик С. К. Сургуладзе. В декабре 1918 года Кравченко был избран главным командиром партизанских отрядов, расположенных вокруг Красноярска. В апреле 1919 года партизанский отряд Кравченко соединился с партизанским отрядом П. Е. Щетинкина, была создана красная Партизанская армия под общим командованием Кравченко. Партизаны одержали ряд побед над белоказаками и 13 сентября 1919 года заняли Минусинск. К ноябрю 1919 года численность армии достигла 18 тысяч человек. В январе 1920 года партизаны влились в состав 5-й армии РККА на правах отдельной дивизии (Енисейская стрелковая дивизия имени 3-го Интернационала. Командир — Кравченко А. Д., комиссар — Сургуладзе С. К., начальник штаба — Щетинкин П. Е.). После освобождения Красноярска от колчаковцев дивизия развернула собственное наступление на Белоцарск (ныне Кызыл). Красные партизаны способствовали провозглашению Танну-Тувинской Народной Республики летом 1921 года и установлению просоветского режима в Монголии. Командовал дивизией в это время уже П. Е. Щетинкин.
Весной 1920 года комдив Кравченко вступил в ряды ВКП(б). В 1920—1921 годах вместе с 1-й Сибирской дивизией воевал против частей Врангеля в Крыму и на Северном Кавказе. После окончания Гражданской войны был председателем комиссии по восстановлению разрушенного хозяйства Кубано-Черноморской области, особо уполномоченным по формированию добровольческих частей при Восточно-Сибирском военном округе, работал инспектором по коллективизации сельского хозяйства при Наркомземе РСФСР — был командирован в Ставропольскую губернию. С 1922 года — заведующий губернским земельным отделом в Пятигорске.
21 ноября 1923 года, находясь в Ростове-на-Дону, умер от туберкулёза лёгких. Похоронен на городском кладбище в Ростове-на-Дону, в 1979 году перезахоронен в Минусинске.

## Автор книг
Автор воспоминаний «Камарчагский фронт» (опубликованы в кн.: «Годы огневые. Сб. воспоминаний», 1962).

Памятник Кравченко, Щетинкину и Сургуладзе в Минусинске, у места захоронения Кравченко и Сургуладзе

## Память
В 1979 году А. Д. Кравченко, а 1984 С. К. Сургуладзе были перезахоронены в Минусинске на улице Кравченко, неподалёку от памятника П. Е. Щетинкину. У места захоронения был установлен памятник (скульптор Х. Б. Геворкян).
Именем А. Д. Кравченко названы улицы в Красноярске, Заозёрном, Абакане, Ачинске и Минусинске.
Именем А. Д. Кравченко назван посёлок в Партизанском районе Красноярского края, где расположена станция Кравченко Красноярской железной дороги на линии Красноярск—Абакан через Саянскую. Перед станционным зданием установлен бюст А. Д. Кравченко (скульптор неизвестен).